# Fylkesväg 617
Fylkesväg 617 (norska: Fylkesvei 617) är en primär fylkesväg i Kinns kommun i Vestland fylke i västra Norge som går mellan tätorterna Måløy i  och Raudeberg. Vägen är 5,7 kilometer lång och asfalterad.
Vägen ansluter till:
- Riksväg 15 (vid Måløy)
- Fylkesväg 616 (vid Måløy)
- Fylkesväg 5716 (vid Raudeberg)
- Fylkesväg 5717 (vid Raudeberg)